# Tetranychus graminivorus
Tetranychus graminivorus är en spindeldjursart som beskrevs av Gao och Ma 1986. Tetranychus graminivorus ingår i släktet Tetranychus och familjen Tetranychidae. Inga underarter finns listade i Catalogue of Life.